# Colorado Foxes
Colorado Foxes is een voormalig Amerikaanse voetbalclub uit Commerce City, Colorado. De club werd opgericht in 1990 en opgeheven in 1997. De clubkleuren waren geel-zwart.

## Geschiedenis
De club speelde tussen 1990 en 1997 in de American Professional Soccer League (later de A-League. In 1992 en 1993 werd de titel behaald in de competitie. Vanaf 1995 ging het bergafwaarts met de club. Nadat de Colorado Rapids was opgericht was de club niet meer de grootste van de stad en na twee jaar is de club verhuisd en hernoemd naar San Diego Flash. De nieuwe club werd in 2001 opgeheven.

## Erelijst
- American Professional Soccer League

Winnaar (2): 1992, 1993

## Bekende (ex-)spelers
- Marcelo Balboa
- Mark Dodd
- Ted Eck
- Robin Fraser
- Paul Krumpe
- Tom Soehn
- Brian Haynes